# Thoron longicornis
Thoron longicornis är en stekelart som beskrevs av Lubomir Masner och Lars Huggert 1979. Thoron longicornis ingår i släktet Thoron och familjen Scelionidae. Inga underarter finns listade i Catalogue of Life.